# Chatassy
Chatassy (ros. Хатассы) – wieś w Rosji, w Jakucji, w okręgu miejskim Jakucka. W 2010 liczyła 4979 mieszkańców.